# پولهم
پولهم (به انگلیسی: Pulham) یک روستا و محله مدنی در بریتانیا است که در North Dorset واقع شده‌است. پولهم ۲۶۹ نفر جمعیت دارد.